# Anglican Church in North America

Flagge der ACNA (eingeführt 2022)

Die Anglican Church in North America (ACNA) ist eine Kirche anglikanischer Tradition in den Vereinigten Staaten und Kanada. Daneben besitzt sie einzelne Gemeinden außerhalb dieses Gebiets. Sie entstand im Jahr 2009 aus Teilen – Bischöfen und Gemeinden – der Episkopalkirche der Vereinigten Staaten (TEC) und der Anglikanischen Kirche von Kanada (ACC). Es handelt sich bei ihr um die größte der traditionelleren anglikanischen Gruppierungen in Nordamerika. Sie umfasst etwa 1.000 Gemeinden mit rund 130.000 Mitgliedern.

## Geschichte

### Theologische Debatten ab den 1990er Jahren
Seit den 1990er Jahren wurden in der Anglikanischen Gemeinschaft insbesondere Fragen bezüglich der Ordination diskutiert. Im Fokus standen die Fragen nach der Ordination von Frauen, hier insbesondere der Fall der Bischofsweihe, und von Homosexuellen.
Auch die Debatten in der Episkopalkirche der 1990er und 2000er Jahre waren geprägt durch den Umgang mit Homosexualität. Dabei ging es erstens um eine Aussage der 66. General Convention (Generalversammlung) von 1979. Jene verbot die Ordination von praktizierenden Homosexuellen sowie jener Personen, die außerhalb der Ehe, auch heterosexuell, Verhältnisse führten. Mit der Durchsetzung der liberalen Position im nachfolgenden Jahrzehnt verschoben sich diese Diskussionen auf ein zweites großes Thema: die gleichgeschlechtliche Ehe.

### Ereignisse der 2000er

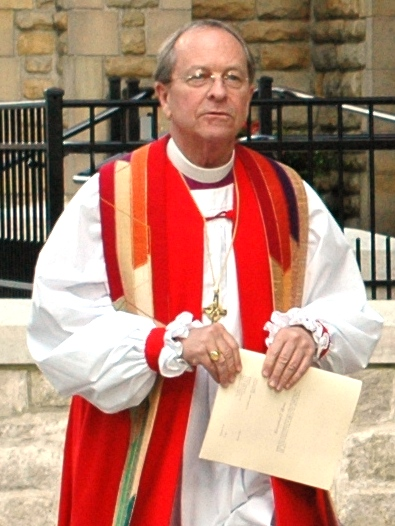
Bischof Gene Robinson (2006)

In den frühen 2000er Jahren ereigneten sich zwei besondere Vorfälle, an denen sich starke Reaktionen von Konservativen innerhalb der anglikanischen Mainline-Kirchen der Vereinigten Staaten und Kanada entzündeten. Der erste Fall betraf die kanadische Kirche im Jahr 2002, als die Diözese von New Westminster einen Ritus zur Segnung gleichgeschlechtlicher Partnerschaften genehmigte. Für die Kirche in den USA war es die Weihe von Gene Robinson im Jahr 2003. Er war der erste offen homosexuelle Bischof der anglikanischen Gemeinschaft.
In der Folge begannen einzelne konservative Gemeinden und Geistliche sich von ihren bisherigen Strukturen zu lösen und stattdessen Bischöfen des Globalen Südens zu unterstellen, andere erwägten die Trennung bislang nur.
Im Januar 2004 wurde das Anglican Communion Network instituiert. Es vereinte konservative Gemeinden und Diözesen aus den USA und Kanada.
Im Juni desselben Jahres entstand die Common Cause Partnership, eine Gruppe von Organisationen, die sich für konservative Positionen im anglikanischen Nordamerika einsetzte. Bedeutende weitere Mitglieder waren das American Anglican Council, Forward in Faith North America sowie die Reformed Episcopal Church.
Speziell in Kanada bildete sich 2005 das Anglican Network in Canada, welches konservative Gemeinden in der Anglikanischen Kirche von Kanada versammelte.
In der folgenden Zeit nahmen die innerkirchlichen Spannungen entlang der Debatten um die gleichgeschlechtliche Ehe und die Ordination von Bischöfinnen – durch die Wahl von Katharine Jefferts Schori (2006) zum Presiding Bishop – zu. Schließlich kam es 2008 zum Bruch. Eine Gruppe von mehr als 100.000 Mitgliedern, darunter viele Gemeinden und vier Diözesen (Fort Worth, Pittsburgh, Quincy in Illinois, San Joaquin in Kalifornien; South Carolina folgte 2012), verließen die Episkopalkirche. Unter ihnen waren überproportional viele afroamerikanische Mitglieder. Dies zeigte eine Studie von 2014, welche der TEC etwa 4 % afroamerikanische Gläubige bescheinigte, während es in der ACNA rund 12 % waren. Rechtliche Konflikte um den Besitz der sich abspaltenden Gemeinden und Diözesen beschäftigte die Parteien noch ein Jahrzehnt und endeten für beide Seiten unbefriedigend.
Im Dezember 2008 trafen sich die Gruppen der Common Cause Partnership in Wheaton, Illinois, wo sie zum einen die Jerusalemer Erklärung bestätigten und zum anderen eine neue Anglikanische Kirche in Nordamerika konzipierten, indem eine Verfassung entworfen sowie eine Reihe von Kanones verfasst wurden.

### Gründung der ACNA
Ein halbes Jahr später, am 22. Juni 2009, wurde auf einer Konferenz im Ort Bedford, Texas von vielen dieser US-amerikanischen Gemeinden sowie jenen des Anglican Network in Canada die Anglican Church in North America gegründet. Sie betonte die Bedeutung von Bibelwissen und Evangelisation. Daneben nahm sie eine ablehnende Haltung zur gleichgeschlechtlichen Ehe/Partnerschaft und zur Ordination von Homosexuellen ein. Uneinheitlich blieb die Position zur Frauenordination (unterhalb des Bischofs), welche in den Diözesen entschieden werden sollte. Bei der Versammlung nahmen mehrere Vertreter anderer Kirchen der Anglikanischen Gemeinschaft Teil, auch einer des Erzbischofs von Canterbury.

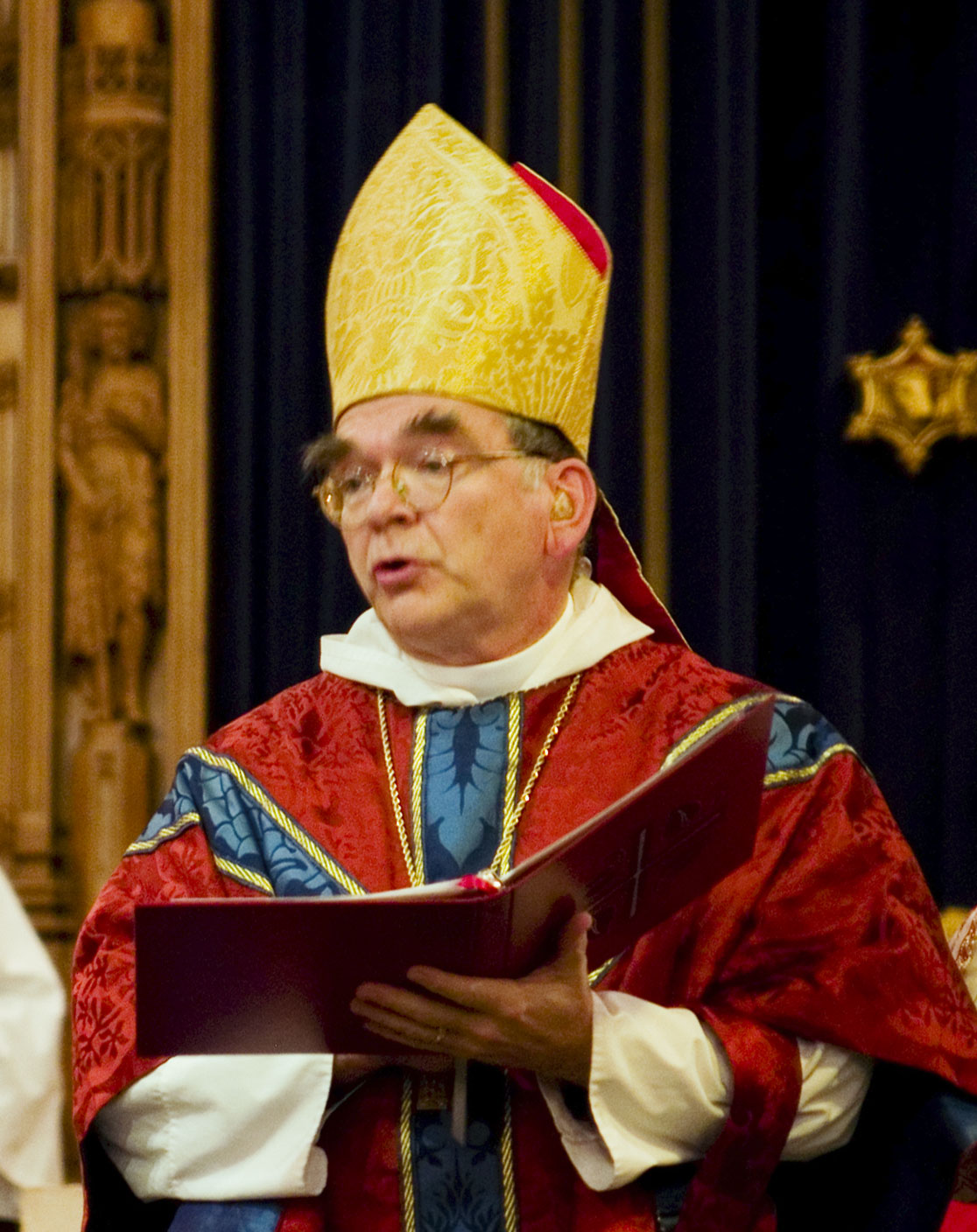
Der erste Erzbischof der ACNA: Robert Duncan

Erster Erzbischof wurde Robert Duncan, vorher episkopaler Bischof von Pittsburgh. Neben den ausgetretenen Gemeinden schlossen sich noch mehrere kleinere anglikanische Körperschaften der Kirche an. Dazu gehört die seit 1873 bestehende Reformierte Episkopalkirche.

## Verhältnis zur Anglikanischen Gemeinschaft
Nach ihrer Gründung erklärten verschiedene anglikanische Kirchen aus Südamerika und Afrika die Kommunionsgemeinschaft mit der ACNA.
Die ACNA ist in den Global Anglican Future Conferences (GAFCON) aktiv und nimmt an den Treffen des Global Anglican Future Conference’s Council of Primates teil. Letzteres stellt eine Kokurrenzversammlung zum Anglican Communion Primates’ Meeting dar.
Eine Anerkennung durch den Erzbischof von Canterbury, das Ehrenoberhaupt der anglikanischen Kirchengemeinschaft, blieb bislang aus.
Daher gehört die ACNA nicht zu den Kirchen, die Teil der vier sogenannten „Instrumente der Einheit“ der Anglikanischen Gemeinschaft sind. Diese bestehen aus dem Erzbischof von Canterbury, der Lambeth Conference, dem Anglican Consultative Council sowie dem Primates’ Meeting.

## Struktur
Die ACNA ist in 28 Diözesen geteilt, sowohl territorialer als auch nicht-territorialer Art:
1. Anglican Diocese in New England
2. Anglican Diocese of All Nations
3. Anglican Diocese of Canada
4. Anglican Diocese of Fort Worth
5. Anglican Diocese of Pittsburgh
6. Anglican Diocese of San Joaquin
7. Anglican Diocese of South Carolina
8. Anglican Diocese of the Carolinas
9. Anglican Diocese of the Living Word
10. Anglican Diocese of the South
11. Anglican Diocese of the Southwest
12. Armed Forces & Chaplaincy
13. Central States
14. Christ Our Hope
15. Churches for the Sake of Others
16. Diocese of Cascadia
17. Diocese of Mid-America
18. Diocese of Northeast and Mid-Atlantic
19. Diocese of Quincy
20. Diocese of the Mid-Atlantic
21. Diocese of the Southeast
22. Diocese of the Upper Midwest
23. Gulf Atlantic Diocese
24. Missionary Diocese of All Saints
25. Rocky Mountains
26. The Anglican Diocese of the Great Lake
27. Western Anglicans
28. Western Gulf Coast

Für das Jahr 2024 berichtete die ACNA über 1.027 Gemeinden und 130.111 Mitglieder. Sie wuchs in drei aufeinanderfolgenden Jahren in diesen Kennzahlen.
Ein Großteil der Mitglieder besteht aus Personen, die dem Anglokatholizismus, Evangelikalismus und der Charismatischen Bewegung zuzurechnen sind.
Die Ordination von Frauen ist in manchen Diözesen erlaubt. Übergreifend nicht möglich ist dagegen die Bischofsweihe.

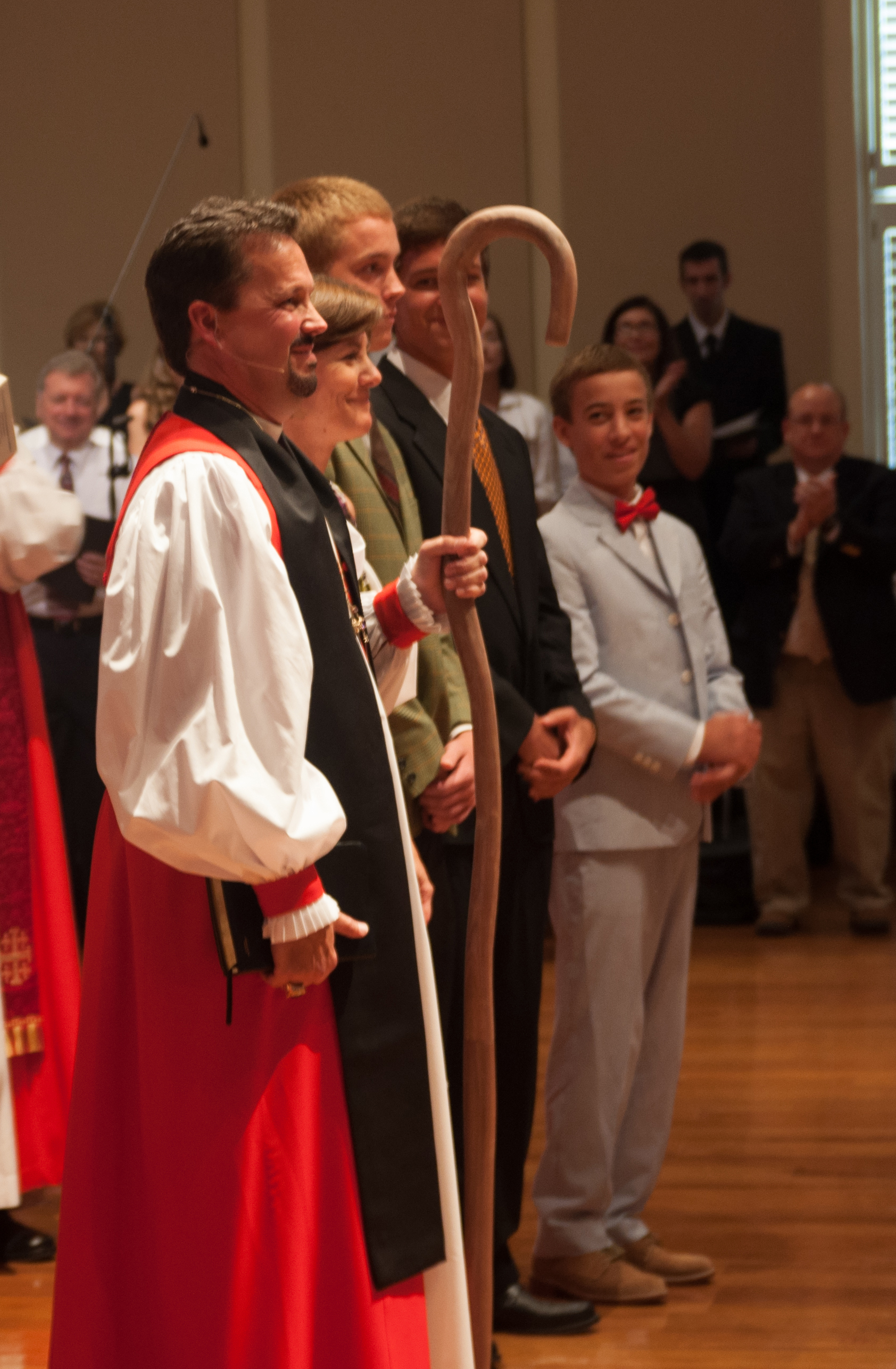
Rt. Rev'd Stephen D. Wood beim Konsekrationsgottesdienst zum Bischof im Jahr 2012; seit 2024 ist er Primas der ACNA

Primates/Erzbischöfe
- Robert Duncan, 2009–2014
- Foley Beach, 2014–2024
- Steve Wood, 2024–heute